# Большие школы (Франция)

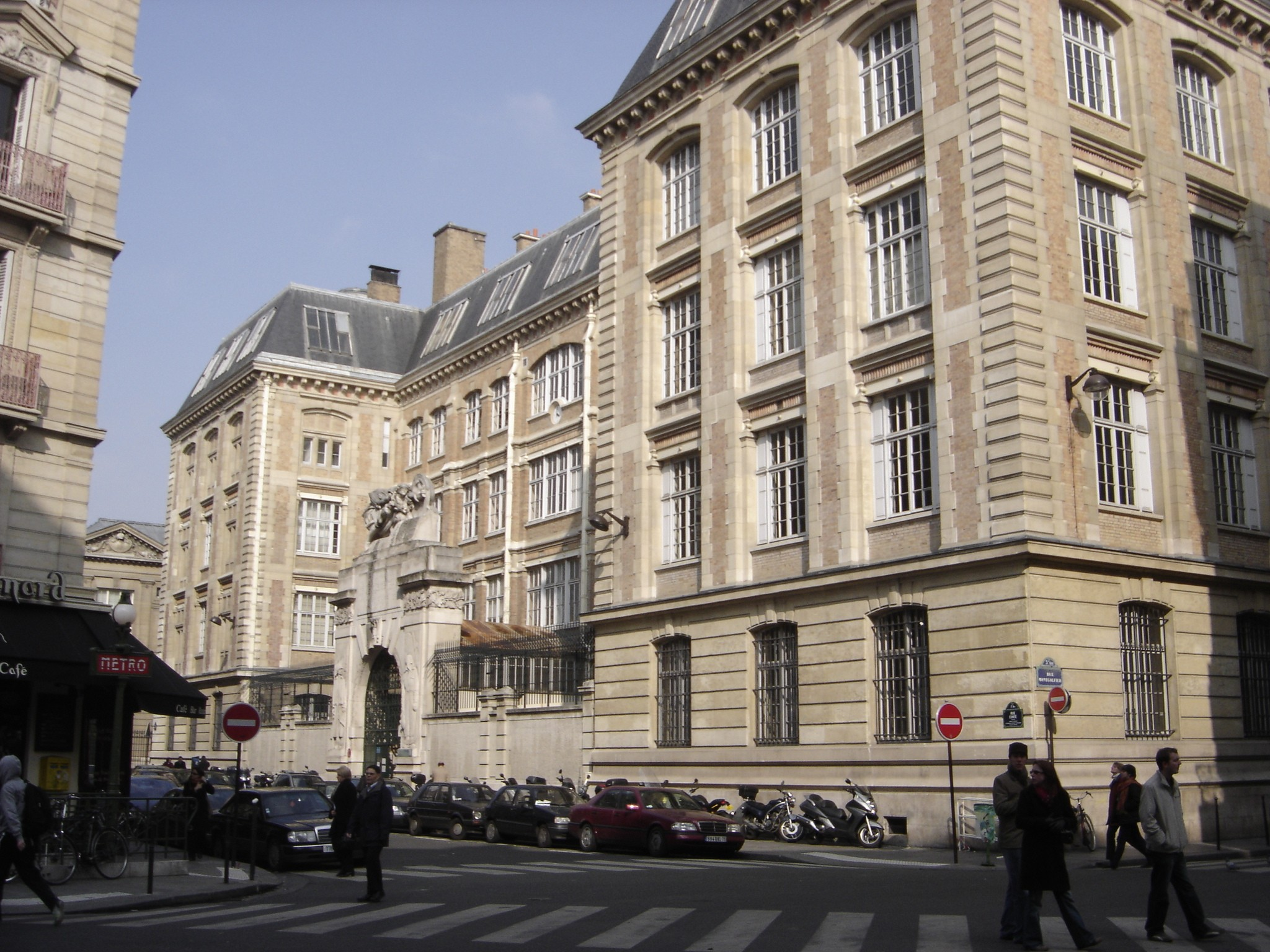
École Centrale Paris — одна из исторических больших школ Франции.

Большие школы (фр. Grandes écoles) — неофициальная, исторически сложившаяся категория французских высших учебных заведений, куда входят самые известные и престижные вузы страны, набирающие студентов по результатам конкурсных экзаменов, которым зачастую предшествует учёба в «классах по подготовке в Большие школы» (CPGE — Classe préparatoire aux grandes écoles). Значения названий «Большие школы» и «высшие школы» (écoles supérieures) в значительной степени пересекаются.

## История термина
Термин «Большие школы» возник после Французской революции в 1794 году, когда были основаны Высшая нормальная школа и Политехническая школа, и включил также школы, основанные ранее, например Национальную высшую горную школу (1783) и Национальную школу мостов и дорог (1747).
Согласно постановлению от 27 августа 1992 года, Большие школы — это вузы, которые набирают учащихся по результатам конкурсных экзаменов и обеспечивают высокий уровень образования. Однако термин «Большие школы» не используется в Кодексе образования.

## Особенности
В «Больших школах» готовят высокопрофессиональных специалистов в сфере инженерного дела, управления, экономики, военного дела, образования и культуры. Поступить в «Большую школу» можно после двух или трёх лет обучения в подготовительных классах по выбранному направлению. Студенты, с отличием окончившие два первых года высшего образования в университете, могут также поступить в «Большие школы» без конкурса, но количество мест для них достаточно ограничено (не более 10 %). После подготовительных классов студенты проходят один или несколько конкурсов для поступления в «высшие школы». Обычно один конкурс объединяет сразу несколько школ.
Большие школы фактически противопоставлены государственной системе высшего университетского образования во Франции и с большим трудом поддаются сравнительной классификации на международном уровне. Обучение в «Больших школах» считается во Франции гораздо более престижным, чем в университетах (которые несут на себе некоторый отпечаток второсортной системы, поскольку не предполагают никакого отбора при поступлении и функционируют по принципу свободной записи и бесплатного образования). В отличие от университетов, в Большие школы надо сдавать сложные вступительные экзамены при большом конкурсе для абитуриентов. Поступить в «Большие школы» значительно сложнее, но и профессиональные перспективы по их окончании несравненно лучше: выпускникам гарантирована не только полная занятость, но чаще всего — самые престижные и доходные рабочие места в государственном и частном секторах.
Наибольшей известностью пользуются так называемые «высшие нормальные школы» (фр. écoles normales supérieures). К Большим школам относят также пять католических институтов.
В программе Больших школ обычно два цикла. Первый двухгодичный подготовительный цикл можно пройти как на базе самой школы, так и на базе некоторых элитных лицеев. По окончании второго цикла студент получает диплом Большой школы.

## Разновидности Больших школ
Существуют государственные и частные Большие школы. В список участников «Конференции Больших школ» входят 202 французских вуза. К частным, например, относятся:
- fr:Centre de Formation des Journalistes
- fr:École française d'électronique et d'informatique
- Высшая школа коммерции
- fr:École internationale du papier, de la communication imprimée et des biomatériaux
- fr:École catholique d'arts et métiers
- fr:ECE Paris
- Высшая инженерная школа города Парижа
- Национальная школа мостов и дорог

### Инженерные высшие школы
Для Больших школ, обучающих инженерным наукам, существуют шесть конкурсов на поступление:
- École Polytechnique;
- ENS;
- Mines-Ponts;
- Centrale-Supelec;
- CCP;
- e3a.

### Школы будущих государственных служащих
Созданы по инициативе государственных властей и частных предпринимателей для подготовки специалистов в конкретных сферах экономической деятельности или служащих органов государственной власти. Так, высшие педагогические школы готовят преподавателей; Политехническая школа и Сен-Сирское училище — военных специалистов, Национальная историко-архивная школа — архивистов и хранителей национального достояния. Слушатели некоторых школ, таких как ENAC, получают стипендию как будущие государственные служащие. По окончании обучения выпускники обязаны работать на государственной службе в течение 6-10 лет, возмещая таким образом расходы государства, потраченные на их обучение.
Кроме того, существует множество специальных школ ведомственного подчинения.

#### Национальная школа администрации
Особое место среди всех учреждений образования и повышения квалификации, и даже среди Высших школ, занимает Национальная школа администрации при Премьер-министре Франции — ЭНА. ЭНА стоит на первом месте не столько по уровню образования (её явно превосходит в международном признании Политехническая школа), сколько по открываемым перспективам карьерного роста и жизненного успеха.
Слушателей и выпускников школы называют «энарками» (фр. énarque). Подавляющее большинство французских выпускников ЭНА (порядка шести тысяч с 1945 года) стали ведущими государственными политиками, руководителями французских институций, парламентариями, высшими чиновниками, дипломатами и членами международных организаций, судьями высших инстанций, адвокатами Государственного совета, административными и финансовыми контролёрами высшего ранга, руководителями и топ-менеджментом крупнейших государственных и международных фирм и банков, средств массовой информации и коммуникации. ЭНА дала Франции двух президентов, семь премьер-министров, большое число министров, префектов, сенаторов и депутатов Национального собрания.
В советское время эквивалентами ЭНА можно было считать Академию общественных наук при ЦК КПСС, Дипломатическую академию МИД СССР и Академию народного хозяйства при Совете министров СССР вместе взятые; в современной России это — Российская академия государственной службы при Президенте Российской Федерации, Академия народного хозяйства при Правительстве Российской Федерации и Дипломатическая академия МИД РФ вместе взятые.